# Flora
『Flora』（フローラ）はART-SCHOOLの4thアルバム。2007年2月28日に発売された。

## 概要
エンジニア/キーボーディストに益子樹（ROVO）を起用し、アルバムのほぼ全ての楽曲に参加している。また、ギター担当の戸高賢史が作詞・作曲を手掛けた楽曲も収録されている。

## 収録曲
1. Beautiful Monster
2. テュペロ・ハニー album mix
  - PVは「Missing」のカップルの出会いを描いている。
3. Nowhere land
4. 影待ち
5. アダージョ
6. Close your eyes
7. LUNA
8. Mary Barker
  - 戸高作詞・作曲
9. SWAN DIVE
  - 木下理樹名義時代の音源のリメイク、PVが作成されている。
10. SAD SONG
11. Piano
12. IN THE BLUE
13. THIS IS YOUR MUSIC
14. 光と身体 album mix
  - シングル「フリージア」収録曲のリミックス。
15. Low heaven
  - 戸高作詞・作曲

## 初回DVD収録内容
1. テュペロ・ハニー only DVD ver.
2. Missing
3. SWAN DIVE only DVD ver.
4. フリージア only DVD ver.
5. テュペロ・ハニー live ver.
  - PV「テュペロ・ハニー」のライヴ部分を中心に構成したもの。実際に行われた生のライヴ映像をそのまま収録したものではない。
6. making of Missing